# Jørgen Hansen-Nord
Jørgen Hansen-Nord (født 1. januar 1954 i Oksbøl) er en dansk officer.
Han er søn af oberstløjtnant Jørgen Hansen-Nord (død 1987) og hustru Ingerlin født Klevan og blev i 1972 indkaldt til Gardehusarregimentet, hvor han blev kampvognsdelingsfører. Fra 1974 til 1978 gennemgik han Hærens Officersskole, var 1982 på Føringskursus og Stabskursus I, 1985-86 på Føringskursus og Stabskursus II og afsluttede i 1996 Higher Command and Staff Course i England.
Han blev chef for en panserbataljon og var chef for Den Danske SFOR-bataljon i Bosnien i 1997 og blev dernæst midlertidig brigadegeneral og chef for Den Danske Internationale Brigade frem til 2000, hvor han blev afdelingschef for 1. afdeling i Forsvarsministeriet. I 2007 blev Hansen-Nord chef for NATO's Joint Analysis and Lessons Learned Centre i Monsanto ved Lissabon. I 2010 forlod han denne stilling og blev Director of Capability and Management Division i NATO og er nu Assistant Chief of Staff Defence Planning ved Supreme Allied Command Transformation (SACT), USA.
Han har tre børn i sit tidligere ægteskab med sygeplejerske Ulla Kabbelgaard Hansen-Nord, født Kabbelgaard Mikkelsen (født 27. september 1961 på Frederiksberg).

## Dekorationer
- Kommandør af Dannebrogordenen
- Hæderstegnet for god tjeneste ved Hæren (25 år)
- Hvide Roses Orden (kommandør)
- Medalha de Mérito Militar (1. klasse)
- Fredsprismedaljen (De Blå Baretter)
- Medalje fra United Nations Peacekeeping Force in Cyprus (UNFICYP)